# 彦根市立南中学校
彦根市立南中学校（ひこねしりつ みなみちゅうがっこう）は、滋賀県彦根市甘呂町にある公立中学校。通称は「南中」（なんちゅう）。校舎正門前道路の向いに彦根市立城陽小学校がある。

## 沿革

### 年表
- 1957年4月 - 彦根市南中学校創立
- 1958年4月 - 城南分校を本校に統合
- 1961年3月 - 独立校舎 竣工、多景、日夏校舎を合併
- 1965年3月 - 校歌制定
- 1966年4月 - 犬上西中学校亀山校舎を本校に編入
- 1968年4月 - 河瀬中学校、高宮中学校を本校と統合
- 1986年4月 - 彦根中学校と分離
- 1997年 - 創立50周年記念式典 「風かをる庭」完成

## 教育目標
- 未来を拓く心豊かで たくましい生徒の育成

## めざす生徒像
- 自ら学び、意欲的に活動する生徒
- 他を思いやり、協力し合う生徒
- 節度があり、責任を果たす生徒

## 主な出身者
- 桐生祥秀 - 陸上競技短距離走選手[1][2]